# Cynoglossum bottae
Cynoglossum bottae là loài thực vật có hoa trong họ Mồ hôi. Loài này được Deflers mô tả khoa học đầu tiên năm 1889.